# تايلور وولي
تايلور وولي (بالإنجليزية: Taylor Woolley)‏ هو مهندس معماري أمريكي، ولد في 10 أكتوبر 1884، وتوفي في 2 فبراير 1965.